# Come Over
A Come Over Aaliyah amerikai énekesnő harmadik kislemeze negyedik albumáról, az I Care 4 U-ról. A dal egyike azoknak a korábban kiadatlan daloknak, melyek Aaliyah első válogatásalbumán, a halála után megjelent I Care 4 U-n jelentek meg először. A dalt csak az Egyesült Államokban, Németországban és a Távol-Keleten jelentették meg. Videóklip nem készült hozzá, és a kislemez sem került kereskedelmi forgalomba, csak a rádiós játszások miatt került fel a slágerlistákra.

## Helyezések
| Slágerlista (2003)                    | Legmagasabb helyezés |
| ------------------------------------- | -------------------- |
| USA Billboard Hot 100                 | 32                   |
| US Billboard Hot 100 Airplay          | 29                   |
| USA Billboard Hot R&B/Hip-Hop Songs   | 9                    |
| USA Billboard Hot R&B/Hip-Hop Airplay | 9                    |
| USA Mediabase Rhythmic Airplay        | 47                   |
| Német Jam FM slágerlista              | 24                   |
| Nemzetközi egyesített R&B slágerlista | 9                    |